# Mutualisme (økologi)
 For alternative betydninger, se Mutualisme. (Se også artikler, som begynder med Mutualisme)
Mutualisme er inden for økologien et tæt samvirke, som begge organismer har en vis fordel af. Mutualisme er sædvanligvis ikke nødvendig for organismerne, og forholdet er ofte kortvarigt.
Som eksempel kan nævnes kohakkerne (fugle), der lejlighedsvis bruger større drøvtyggere som spisekammer. Begge parter har fordel af, at fuglene æder parasitter i drøvtyggerens hud, men de er ikke afhængige af det.